# Louis Buffet
Louis Joseph Buffet, född 26 oktober 1818, död 7 juli 1898, var en fransk politiker.
Buffet var 1840–1848 praktiserande advokat, och blev 1848 moderat-konservativ medlem av Frankrikes nationalförsamling. Åren 1849–1851 var han två gånger handels- och jordbruksminister, drog sig efter statskuppen 1851 tillbaka från politiken och återvände inte förrän 1863, då han tog säte i den lagstiftande kåren. Tillsammans med Émile Ollivier bildade han ett centerparti, som, troget kejsardömet, verkade för parlamentariska styrelseformer, och var från januari till april 1870 finansminister i dennes ministär. År 1871 blev han medlem i nationalförsamlingen, och tillhörde nu centerpartiets högra flygel och motarbetade Adolphe Thiers. Åren 1872–1875 var han nationalförsamlingens president. Buffet var 1875–1876 regeringschef (vice konseljpresident och inrikesminister) vid den republikanska författningens antagande, då han kraftigt gynnade de monarkistiska partierna. Därefter tvingades Buffet träda tillbaka på grund av minskat politiskt förtroende i både senaten och deputeradekammaren, men blev trots det 1876 medlem av senaten på livstid. Buffet kom därefter att alltmer närma sig de konservativt klerikala grupperna.